# Nikolai Gamaleia
Nikolai Fiodorovici Gamaleia (în rusă Никола́й Фёдорович Гамале́я și în ucraineană Мико́ла Фе́дорович Гамалі́я, transliterat: Mîkóla Fédorovîci Hamalíea; n. 5/17 februarie 1859, Odessa, Imperiul Rus – d. 29 martie 1949, Moscova, RSFS Rusă, URSS) a fost un medic și om de știință rus și sovietic, unul din pionierii microbiologiei și cercetării vaccinurilor.

## Biografie
Nikolai Gamaleia s-a născut în orașul Odesa din Imperiul Rus – în prezent Ucraina –, în familia unui ofițer pensionat, participant la bătălia de la Borodino. A absolvit Universitatea Imperială Novorossiia⁠(d) din Odesa (în prezent Universitatea din Odesa) în 1880 și Academia Medicală Militară din Sankt Petersburg (în prezent Academia Medicală Militară „S. M. Kirov”⁠(d)) în 1883. Ulterior, a revenit la Odesa și s-a angajat ca medic.
Gamaleia a lucrat în laboratorul lui Louis Pasteur din Franța în 1886. După întoarcerea sa, a inaugurat împreună cu Ilia Mecinikov Stația bacteriologică din Odesa⁠(d), destinată vaccinării împotriva rabiei și cercetărilor privind combaterea holerei și ciumei bovinelor⁠(d), diagnosticarea tuberculozei în expectorație și pregătirea vaccinurilor împotriva antraxului. Instituția a devenit prima stație bacteriologică din Rusia.
În ciuda echipamentelor mediocre și a personalului redus, oamenii de știință au reușit să descopere condițiile optime pentru vaccinarea împotriva rabiei. Propunerea lui Gamaleia de a folosi în vaccinurile anti-holeră a bacililor⁠(d) uciși a fost ulterior aplicată cu succes la scară largă. Stații bacteriologice similare au fost înființate curând la Kiev (1886), Ekaterinoslav (1897) și Cernigov (1897).
După ce a susținut în 1892 o disertație despre etiologia holerei (publicată în 1893), Gamaleia a devenit director al Stației bacteriologice din Odesa în 1896-1908. Analizând în 1898 fenomenul lizei⁠(d) bacteriilor Bacillus anthracis de către un „ferment”, Gamaleia a descoperit anticorpii cunoscuți în prezent sub numele de bacteriolizine⁠(d).

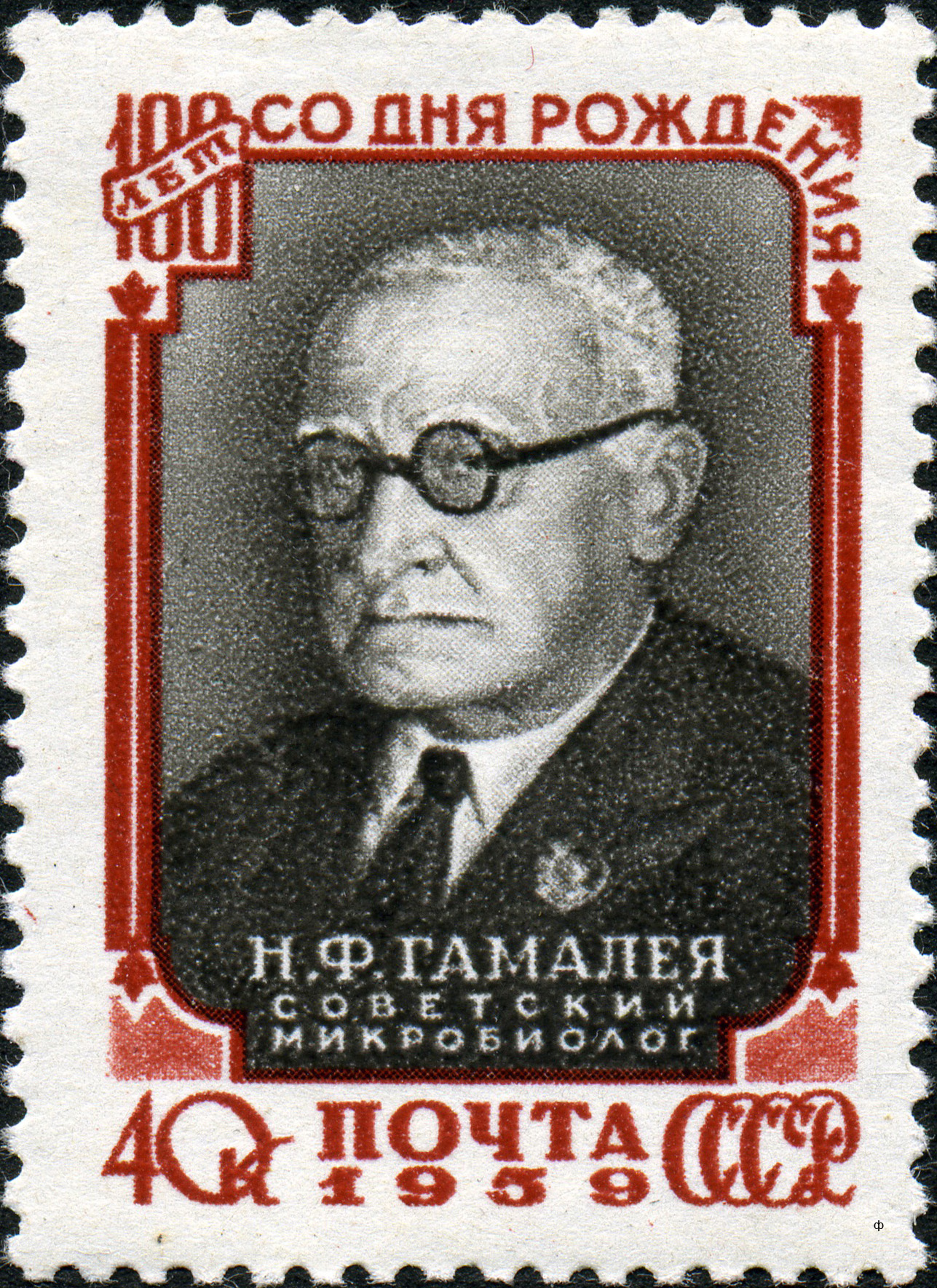
emis în 1959, la aniversarea a 100 de ani de la nașterea savantului

Gamaleia a inițiat o campanie de deratizare pentru a opri răspândirea pestei în Odesa și în sudul Rusiei. De asemenea, a identificat păduchii drept purtători de tifos.:p. 222 În 1910-1913, el a editat revista Ghighiena i sanitaria (din rusă „Igienă și salubritate”).
Prin munca sa ulterioară, care a inclus furnizarea și distribuirea de vaccinuri împotriva variolei pentru soldații Armatei Roșii, a contribuit la eradicarea totală a variolei în URSS.:p. 224
A fost autor a peste 300 de publicații academice despre bacteriologie și membru al Academiei de Științe a URSS și Academiei de Științe Medicale a URSS⁠(d). A condus, de asemenea, Societatea Unională a Microbiologilor, Epidemiologilor și Infecționiștilor.
Cele mai înalte distincții de stat conferite lui Gamaleia au fost două Ordine Lenin, Ordinul Steagul Roșu al Muncii și Premiul de Stat Stalin din 1943.
A murit la Moscova și a fost înmormântat în cimitirul Novodevici⁠(d) din același oraș, în sectorul 4.
Institutul de cercetare în epidemiologie și microbiologie din Moscova este numit în memoria sa.